# Харьковский национальный университет радиоэлектроники
Харьковский национальный университет радиоэлектроники — ХНУРЭ (укр. Харківський національний університет радіоелектроніки — ХНУРЕ) — высшее 
учебное заведение, расположенное в Харькове. В университете обучается более 8 тысяч студентов по 34 специальностям. Есть докторантура и аспирантура на 240 человек. Сотрудниками защищается около 40 докторских и кандидатских диссертаций по 28 специальностям. ХНУРЭ включает 8 факультетов, и 33 кафедры.

## История
В 1930 году на базе строительного факультета Харьковского политехнического института (ХПИ) и архитектурного факультета Харьковского художественного института основан Харьковский инженерно-строительный институт (ХИСИ).
В 1934 году в состав ХИСИ вошли Харьковский геодезический институт и Научно-исследовательский институт геодезии и картографии.
В 1941 году в институте обучались 1734 студента, занятия вели около 200 преподавателей на четырёх факультетах: архитектурном; строительном; сантехническом; геодезическом.
В 1944 году ХИСИ был преобразован в Харьковский горно-индустриальный институт угольной промышленности СССР (ХГИИ).
В 1947 году приказом Минвуза СССР Харьковский горно-индустриальный институт был преобразован в Харьковский горный институт.
В 1962 году ХГИИ был преобразован в Харьковский институт горного машиностроения, автоматики и вычислительной техники (ХИГМАВТ).
В 1966 году ХИГМАВТ был переименован в Харьковский институт радиоэлектроники (ХИРЭ).
В начале 1970-х годов ХИРЭ готовил инженеров по семи специальностям: 0606 — автоматика и телемеханика; 0608 — математические и вычислительно-решающие устройства; 0611 — электронные приборы; 0612 — промышленная электроника; 0704 — радиофизика и электроника; 0701 — радиотехника; 0705 — конструирование и технология производства радиоаппаратуры.
В 1981 году институт был награждён орденом Трудового Красного Знамени, а в 1982 году ему было присвоено имя выдающегося ученого и конструктора ракетно-космической техники академика М. К. Янгеля.
В 1975 году с введением в эксплуатацию общежития № 5 на Алексеевке жильём стали обеспечиваться все иногородние студенты.
13 августа 1993 года Харьковский институт радиоэлектроники был преобразован в Харьковский Государственный Технический Университет Радиоэлектроники (ХГТУРЭ).
7 августа 2001 года Указом Президента Украины университету был присвоен статус национального, что отразилось в названии — Харьковский национальный университет радиоэлектроники (ХНУРЭ).
В 2010 году перед входом в университет был открыт памятник студенту ХНУРЭ, открытие было приурочено к 80-летию университета. Открывал памятник ректор Михаил Федорович Бондаренко.

### Ректоры
- 1931—1933 — Викутан Абрам Данилович
- 1933—1937 — Крол Семен Львович
- 1937—1941 — Блинов Владимир Васильевич
- 1944—1952 — Лукин Григорий Григорьевич
- 1952—1956 — Коржик Михаил Васильевич
- 1956—1963 — Емельянов Дмитрий Сидорович
- 1963—1965 — Терещенко Алексей Иванович
- 1965—1966 — Рвачёв Владимир Логвинович
- 1966—1983 — Новиков Всеволод Георгиевич
- 1984—1994 — Свиридов Валентин Викторович
- 1994—2013 — Бондаренко Михаил Фёдорович
- 25.11.2015 — 20.12.2016 Рубин Эдуард Ефимович — в.и. о.
- с 2017 — Семенец Валерий Васильевич

## Названия Харьковского национального университета радиоэлектроники
| Временной интервал | Что находилось в данном здании |
| ------------------ | --- |
| 1930—1941          | Харьковский инженерно-строительный институт (ХИСИ) — находился на том же месте                                                                                            |
| 1944—1947          | Харьковский горно-индустриальный институт угольной промышленности СССР (ХГИИ) - находился в том же здании                                                                 |
| 1947—1962          | Харьковский горный институт (ХГИ) |
| 1962—1966          | Харьковский институт горного машиностроения, автоматики и вычислительной техники (ХИГМАВТ) (приказ о переименовании № 562 от 06.08.1962 г. МВССО УССР)                    |
| 1966—1981          | Харьковский институт радиоэлектроники (ХИРЭ) (приказ о переименовании № 367 от 13.06.1966 г. МВССО УССР)                                                                  |
| 1981—1982          | Харьковский Ордена Трудового Красного Знамени институт радиоэлектроники (ХИРЭ)                                                                                            |
| 1982—1993          | Харьковский Ордена Трудового Красного Знамени институт радиоэлектроники имени академика Янгеля М. К. (ХИРЭ)                                                               |
| 1993—2001          | Харьковский государственный технический университет радиоэлектроники (ХТУРЭ) (Постановление Кабинета Министров Украины № 646 от 13.08.93 г., приказ № 200к от 27.08.93г.) |
| 2001               | Харьковский национальный университет радиоэлектроники (ХНУРЭ) (Указ Президента Украины № 591/2001 от 07.08.2001г., приказ № 84 от 04.09.2001г. по университету)           |

## ХНУРЭ в рейтингах
Первое место среди технических университетов Украины по результатам рейтинга, составленного МОН Украины в 2012 и 2013 и 2013 году.
13 место среди вузов Украины (3 место среди вузов Харькова) по данным Scimago за 2018 год.
В январе 2019 года университет занимает 16 место в рейтинге Webometrics среди украинских вузов.
В апреле 2018 года — 20 место в рейтинге университетов Украины по показателям Scopus.
В рейтинге ТОП-200 в 2018 году — 23 место среди 200 высших учебных заведений Украины.
В рейтинге web-популярности uniRank University Ranking, ранее известный как 4ICU, в 2019 году Университет занял 16 место среди 171 университета УкраиныTop Universities in Ukraine.
В сентябре 2020 после опубликования 17-го релиза мирового рейтинга университетов — 2021 Times Higher Education World University Rankings, ХНУРЄ впервые преодолел проходной барьер и вошёл в топ-1000 лучших университетов мира.

## Факультеты университета
- Факультет компьютерных наук (КН)[23]
- Факультет компьютерной инженерии и управления (КИУ)[24]
- Факультет автоматики и компьютеризированных технологий (АКТ)[25]
- Факультет информационно-аналитических технологий и менеджмента (ИТМ)[26]
- Факультет инфокоммуникаций (ИК)[27]
- Факультет электронной и биомедицинской инженерии (ЭЛБИ)[28]
- Факультет информационных радиотехнологий и технической защиты информации (ИРТЗИ)[29]

## Знаменитые выпускники
Среди выпускников университета есть известные учёные в области вычислительной техники, электроники и радиотехники, послы Украины и депутаты Верховной рады Украины, чемпион мира по шашкам.
- Ученые
  - Верещак Александр Петрович — лауреат Государственной премии Украины в области науки и техники;
  - Северинский Александр Яковлевич[англ.][30] — изобретатель высоковольтной системы питания гибридного электробензинового автомобиля;
  - Седишев Юрий Николаевич — заслуженный деятель науки и техники Украины, академик Академии наук прикладной радиоэлектроники, изобретатель;
  - Сенченко Николай Иванович — заслуженный деятель науки и техники Украины[31].
- Послы Украины и депутаты Верховной рады Украины
  - Валерий Евгеньевич Александрук — Чрезвычайный и Полномочный Посол Украины в Федеративной Республике Нигерия;
  - Дёмин, Олег Алексеевич — Чрезвычайный и Полномочный Посол Украины в КНР;
  - Кошелева Алёна Владимировна — народный депутат Верховной рады Украины VIII созыва.
- Чемпион мира по шашкам
  - Аникеев, Юрий Владимирович[32][33]
  - Владислав Игон.